# Lantana camara
Lantana camara (обикновена лантана) е вид лантана, цъфтящо растение от семейство Върбинкови (Verbenaceae). Родом е от американските тропици.
Други често срещани имена на цветето включват испанско знаме, голям градински чай (Малайзия), див градински чай, червен градински чай, бял градински чай (Карибите), korsu wiri или korsoe wiwiri (Суринам), тиквичка (Южна Африка), Западноиндийска лантана, umbelanterna, putus (Бенгалия) и Gu Phool (Асам, Индия).